# Сбогом, Ленин!
„Сбогом, Ленин!“ („Good bye, Lenin!“) е германски филм от 2003 г., с режисьор Волфганг Бекер и сценарист Ахим фон Борис.
Музиката е на френския композитор Ян Тиерсен. Главните роли се изпълняват от Даниел Брюл, Чулпан Хаматова, Мариа Симон, Катрин Саб, Флориан Лукас.
Филмът разказва историята на източногерманско семейство в бившата ГДР.
Събарянето на Берлинската стена дава старт на шеметни промени в ГДР. Празните магазини се пълнят с чужди стоки. По улиците фучат лъскави автомобили. Евтините апартаменти се изкупуват от западногерманци. Различно е всичко – парите, рекламите, телевизионните предавания, мебелите. Как ще ги възприеме обаче почтената учителка с партиен билет Кристиане Кернер (Катрин Зас), изпаднала в кома точно преди рухването на стария свят? След 8 месеца грижи на лекари и близки тя идва в съзнание. За да ѝ спести шока от новата реалност, синът ѝ Алекс (Даниел Брюл) възвръща на стаята ѝ предишния вид. Пуска на майка си премонтирани тв програми. Тършува по битака за буркани със стари етикети и ги пълни с нови продукти. За рождения ѝ ден организира посещение на бивши колеги, които поднасят подарък „от партийното ръководство“ под звуците на пионерски песнички. Докарва при нея баща си от Западна Германия. „Май ще трябва да декорираш целия град!“, възпротивява се сестра му. От обич към майка си Алекс издига срещу агресивно настъпващата действителност щит от опашати лъжи. Как да обясни все пак демонтирането на статуята на Ленин и огромната реклама на „Кока-кола“?
С острата си сатира „Сбогом, Ленин!“ режисьорът Волфганг Бекер предизвиква пречистващ смях през сълзи. Лентата заслужено е наградена като най-добър европейски филм на Берлинския фестивал през 2003 г. Носител е и на 7 германски и 3 европейски филмови награди.